# Moa Wikberg
Moa Wikberg, född 25 maj 1994 i Vallentuna, är en svensk sprintkanotist.
Tillsammans med tillsammans med Linnea Stensils blev Wikberg uttagen till olympiska sommarspelen 2024 på K-2 500 meter.
Wikberg är stor tjej nummer 157 på Svenska Kanotförbundets lista över stora kanotister. 